# Olivovník

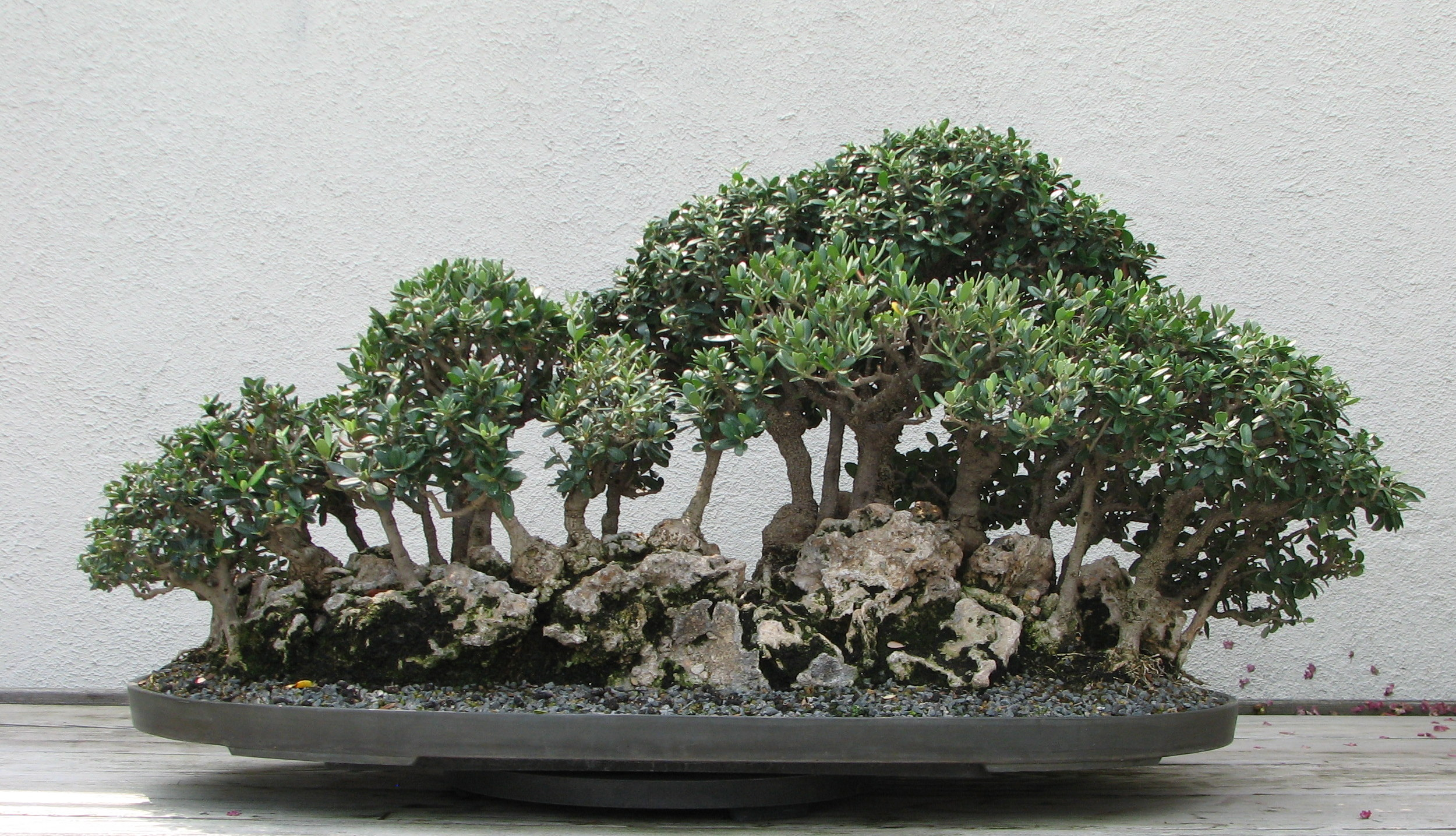
Olivovník evropský jako bonsaj

Olivovník (Olea) je rod vyšších dvouděložných rostlin z čeledi olivovníkovité (Oleaceae). Jsou to stromy a keře s jednoduchými vstřícnými listy a drobnými čtyřčetnými květy. Olivovníků je přes 40 druhů a jsou rozšířeny od Afriky a jižní Evropy přes Asii až po Austrálii. Nejznámější je olivovník evropský, strom pěstovaný v jižní Evropě pro plody zvané olivy.

## Popis
Olivovníky jsou stálezelené keře a stromy s jednoduchými vstřícnými řapíkatými listy. Čepel listů je celistvá, celokrajná nebo zubatá.
Květenství jsou nejčastěji úžlabní či vrcholové laty, řidčeji hrozny nebo okolíky. Květy jsou malé, čtyřčetné, jednopohlavné nebo oboupohlavné. Kalich je drobný, zvonkovitý, se 4 cípy. Koruna je se 4 cípy a krátkou či dlouhou korunní trubkou. Tyčinky jsou 2, řidčeji až 4, přirostlé na bázi korunní trubky. Semeník je svrchní, srostlý ze 2 plodolistů a se 2 pouzdry. Každé pouzdro obsahuje 2 vajíčka. Čnělka je krátká nebo je blizna přisedlá. Blizna je hlavatá nebo mírně dvoulaločná. Plodem je peckovice obsahující nejčastěji jedno tvrdé semeno.

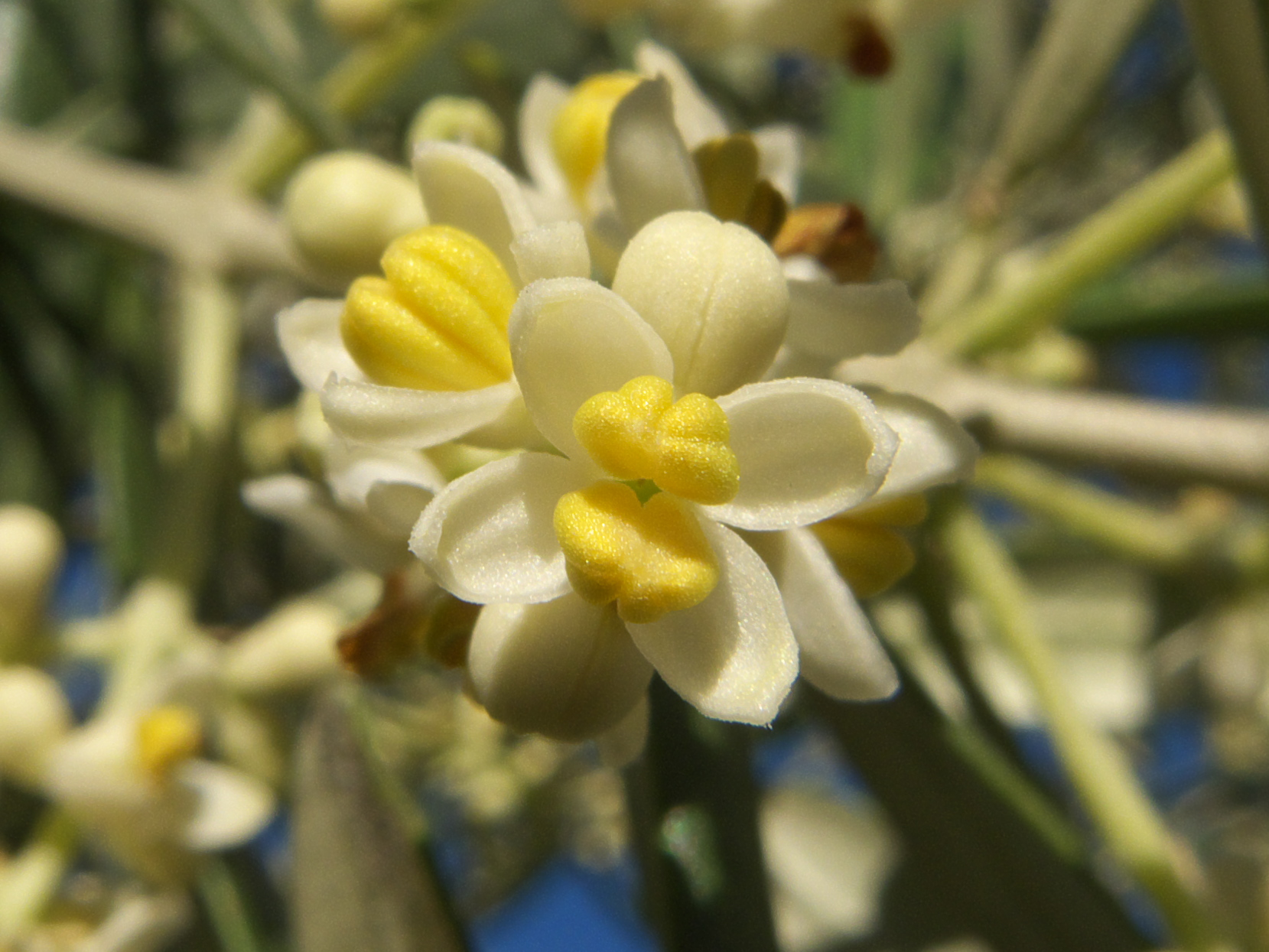
Květy olivovníku evropského
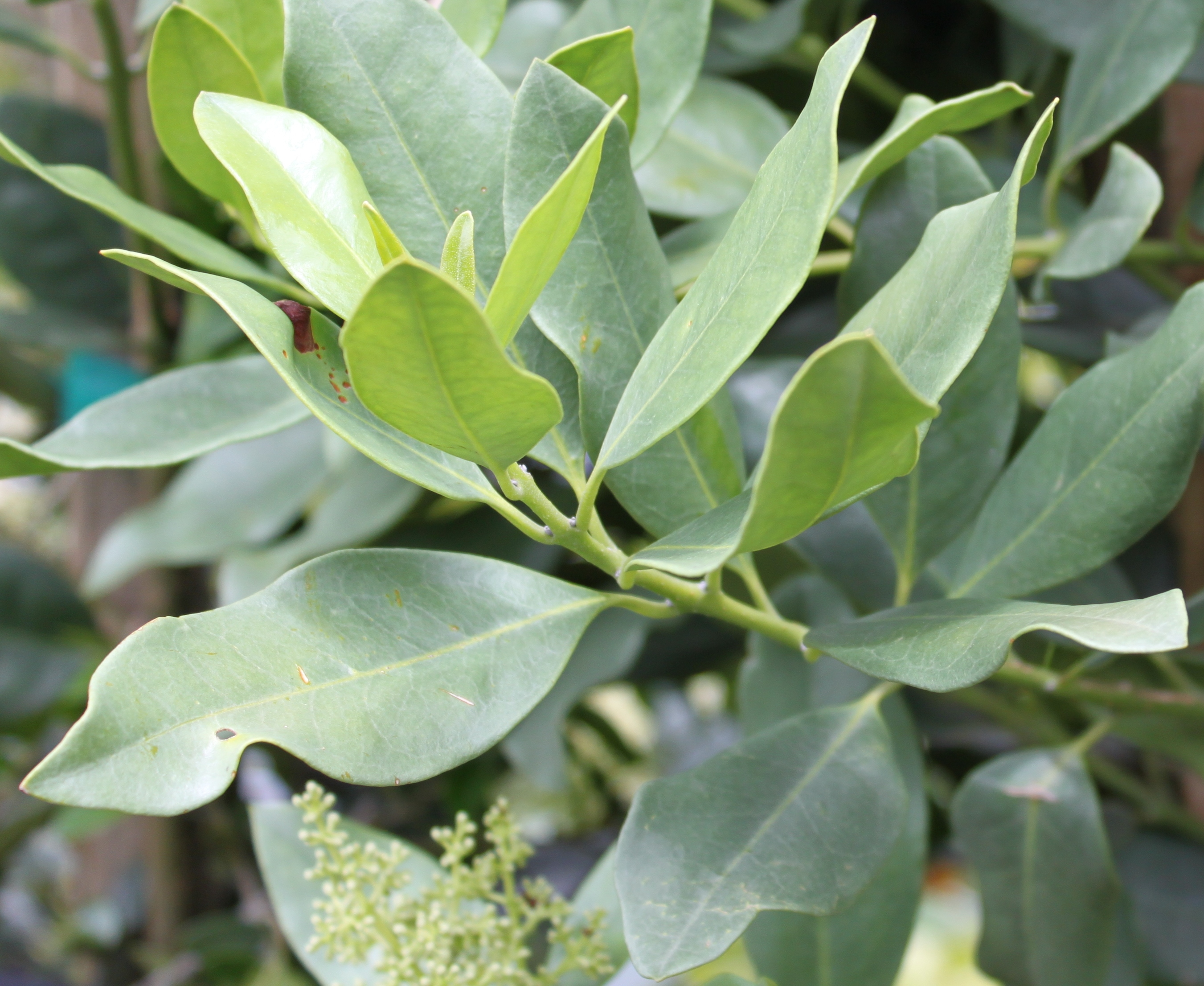
Větévka olivovníku Olea capensis
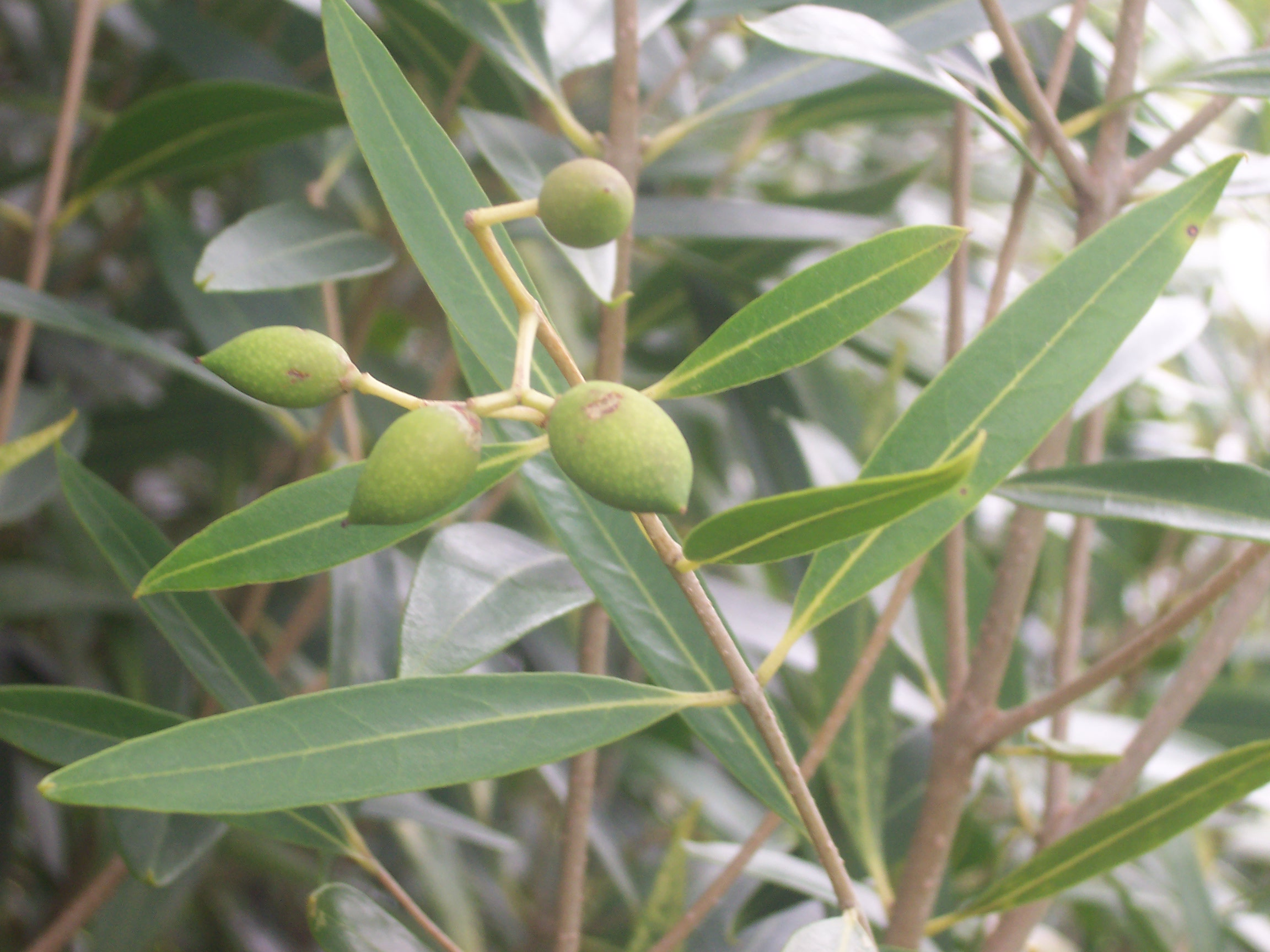
Plody afrického olivovníku Olea lancea
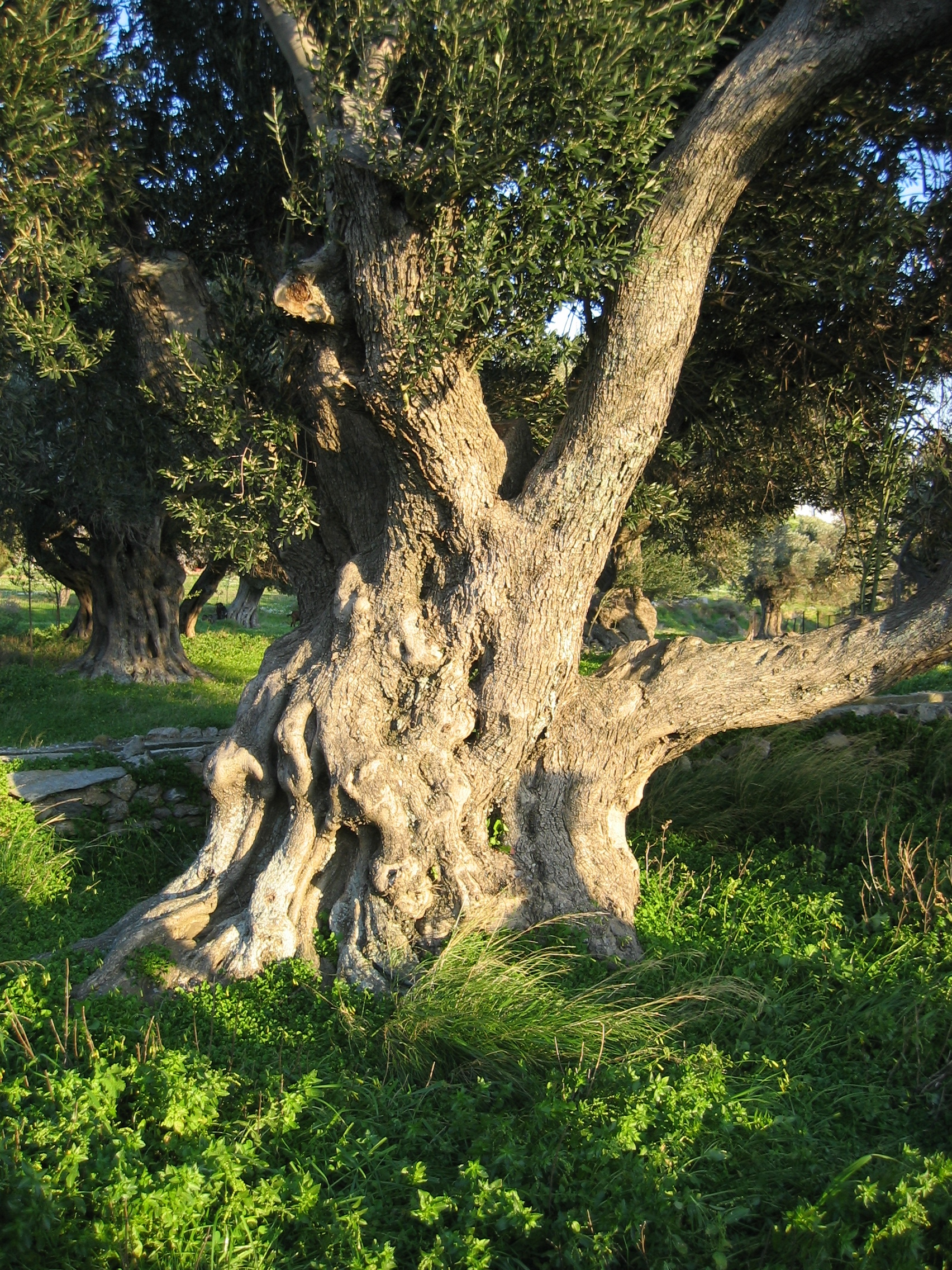
Starý kmen olivovníku evropského

## Rozšíření
Rod zahrnuje více než 40 druhů. Je rozšířen v Africe, Asii, jižní Evropě, v Austrálii a na tichomořských ostrovech. Poddruh olivovníku evropského Olea europea subsp. guanchica je endemit Kanárských ostrovů. V Austrálii je původní jediný druh olivovníku, Olea paniculata. Tento druh má široký areál sahající od Indie a jižní Číny po Austrálii a Novou Guineu. V Číně je původních 12 druhů olivovníku. Na Madagaskaru rostou 4 původní druhy.

## Zástupci
- olivovník evropský (Olea europaea)

## Význam
Olivovník evropský (Olea europea) náleží mezi nejstarší kulturní rostliny. Získává se z ní především velmi kvalitní olej, plody jsou pochutina oblíbená v řadě zemí. V rostlině byly zjištěny aldehydy (hexanal) s antimikrobiální aktivitou. Olej použitelný v potravinářství i průmyslově je získáván také z plodů čínského druhu Olea tsoongii.
Dřevo afrického druhu Olea capensis je velmi tvrdé a je hojně využíváno na podlahy, tesařské práce, na stavbu domů, mostů a podobně. V Jižní Africe bylo také tradičně využíváno na výrobu kopí.
Olivovníky jsou teplomilné dřeviny a v podmínkách střední Evropy je není možné pěstovat celoročně venku.

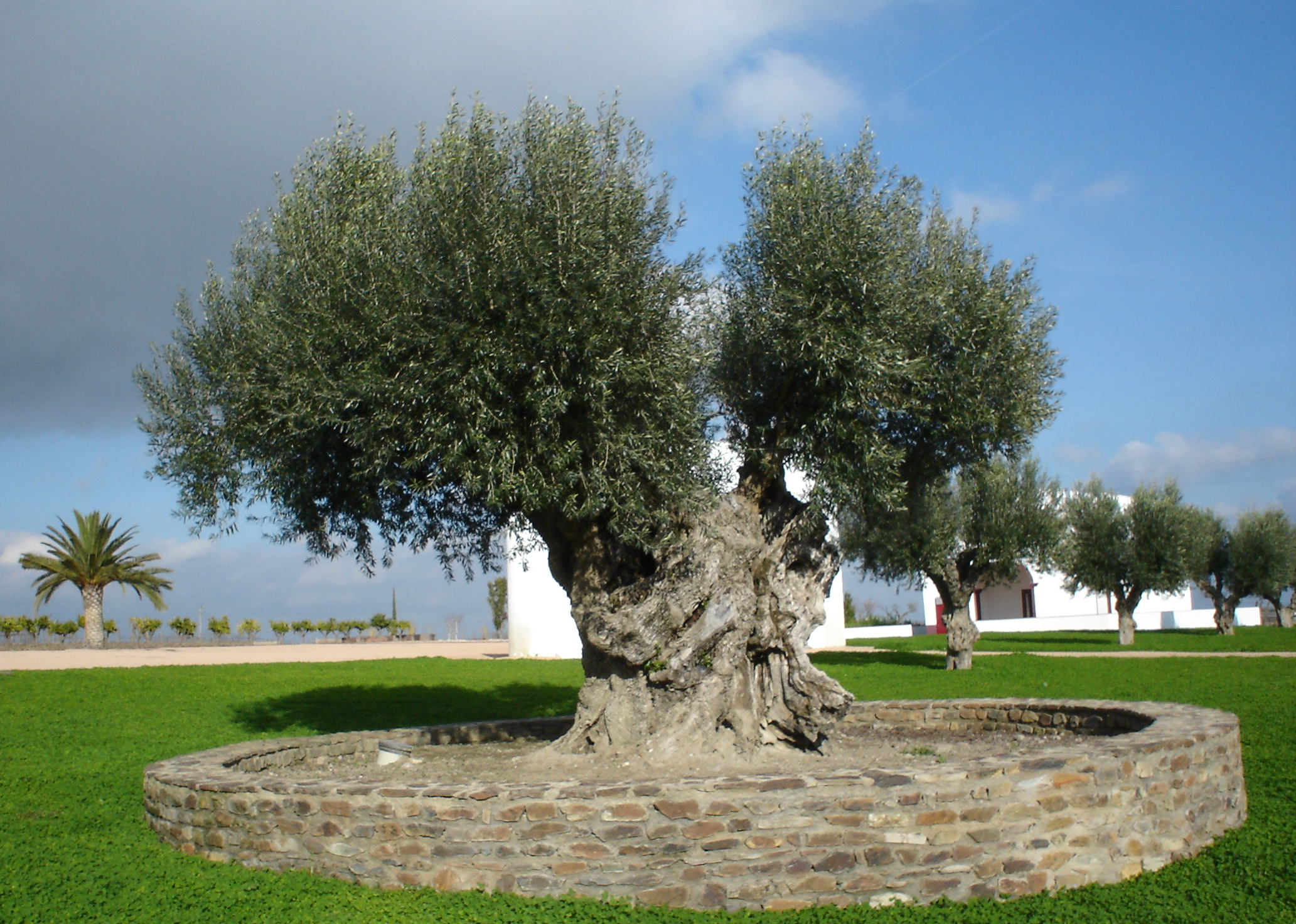
Letitý olivovník evropský
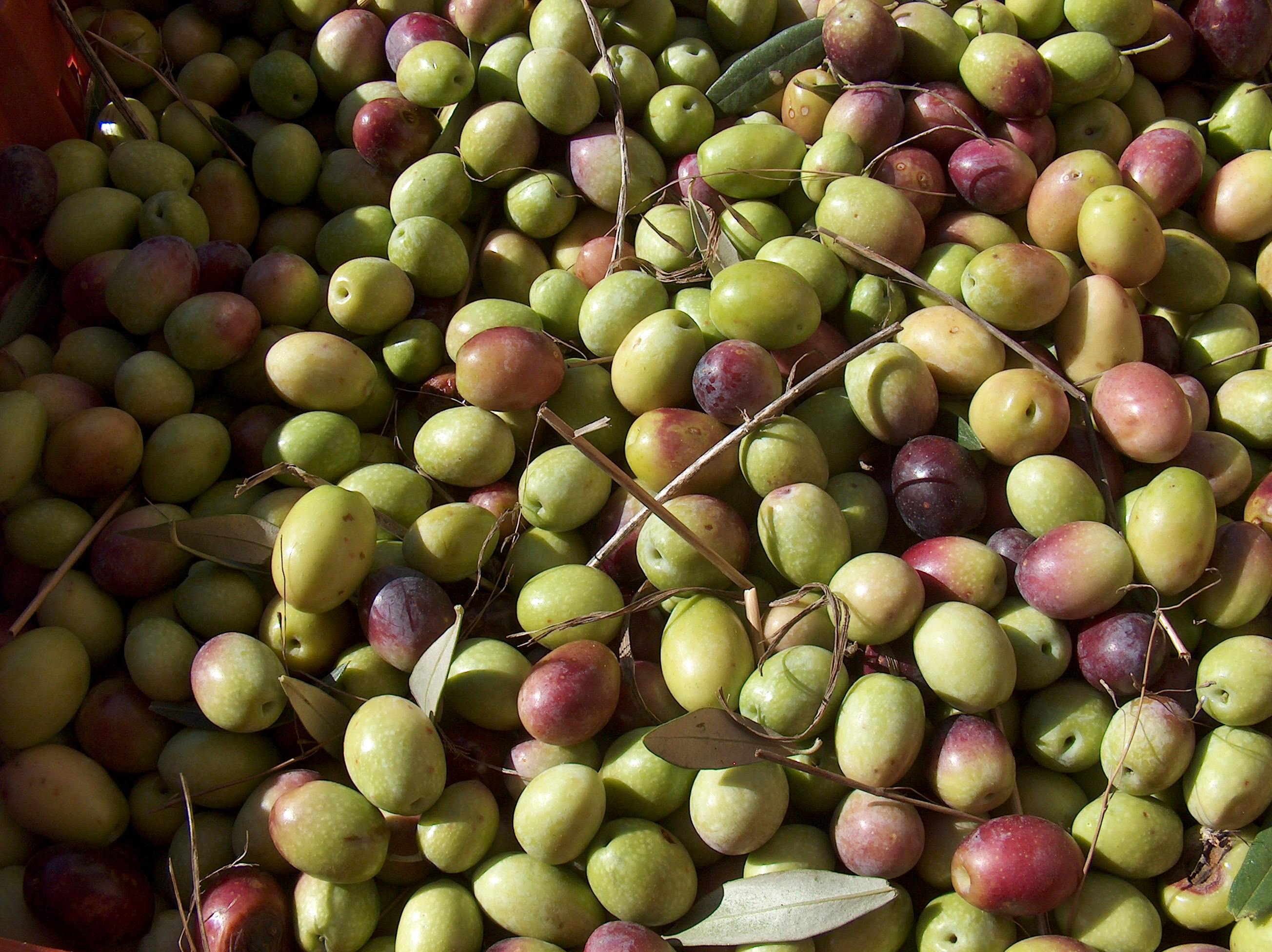
Sklizené olivy
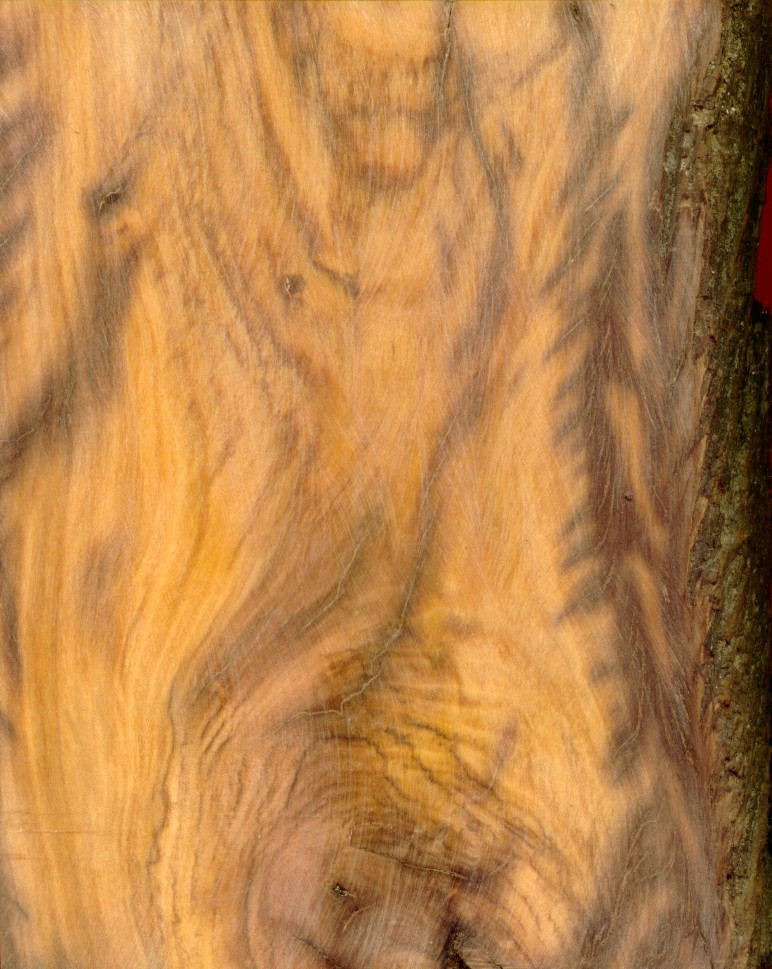
Dřevo olivovníku Olea capensis
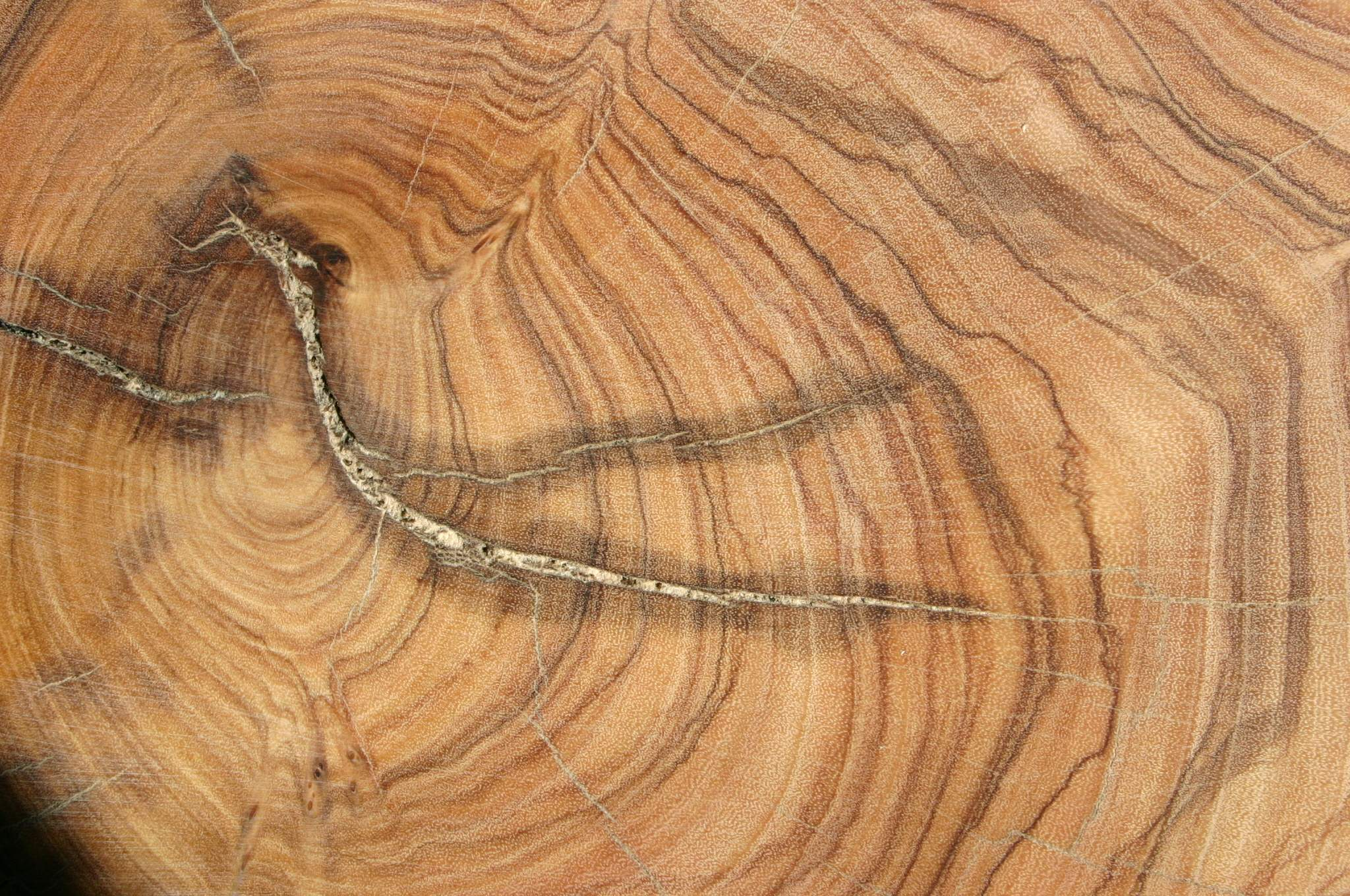
Dřevo olivovníku evropského